# Rick Adair
Pour les articles homonymes, voir Adair.
Michael Richard Adair (né le 19 janvier 1958 à Spartanburg, Caroline du Sud, États-Unis) est un instructeur de baseball.
Depuis 2011, Rick Adair est l'instructeur des lanceurs des Orioles de Baltimore de la Ligue majeure de baseball.

## Carrière de joueur
Lanceur gaucher à l'université Western Carolina à Cullowhee en Caroline du Nord, Adair est en 1979 un choix de troisième ronde des Mariners de Seattle de la MLB. Il joue en ligues mineures dans l'organisation des Mariners de 1979 à 1985, atteignant brièvement le niveau Triple-A mais jamais les majeures.

## Carrière d'entraîneur
Après sa carrière de joueur, Adair fait partie du personnel d'entraîneurs dans les ligues mineurs avec des clubs affiliés aux Indians de Cleveland de 1986 à 1991. Il est l'instructeur des lanceurs des Indians en 1992 et 1993.
De septembre 1996 jusqu'à la saison 1999, il est instructeur des lanceurs chez les Tigers de Detroit.
Après plusieurs années à travailler avec des lanceurs de ligues mineures, il est de retour au niveau majeur comme instructeur des lanceurs avec les Mariners de Seattle en 2009 et 2010, travaillant notamment avec le gagnant du trophée Cy Young en 2010, Félix Hernández. Le 9 août 2010, Adair est congédié par les Mariners en même temps que le manager Don Wakamatsu.
Adair amorce la saison 2011 comme instructeur de l'enclos des releveurs des Orioles de Baltimore puis est nommé instructeur des lanceurs le 14 juin lorsque son prédécesseur Mark Connor remet sa démission. Adair tient ce rôle jusqu'à la fin de la campagne et le reprend au début de la saison 2012 des Orioles.

## Vie personnelle
L'oncle de Rick Adair est Art Fowler, un lanceur de baseball des années 1950 et 1960 devenu instructeur des lanceurs dans les décennies suivantes.